# Sun Wei (Baseballspieler)

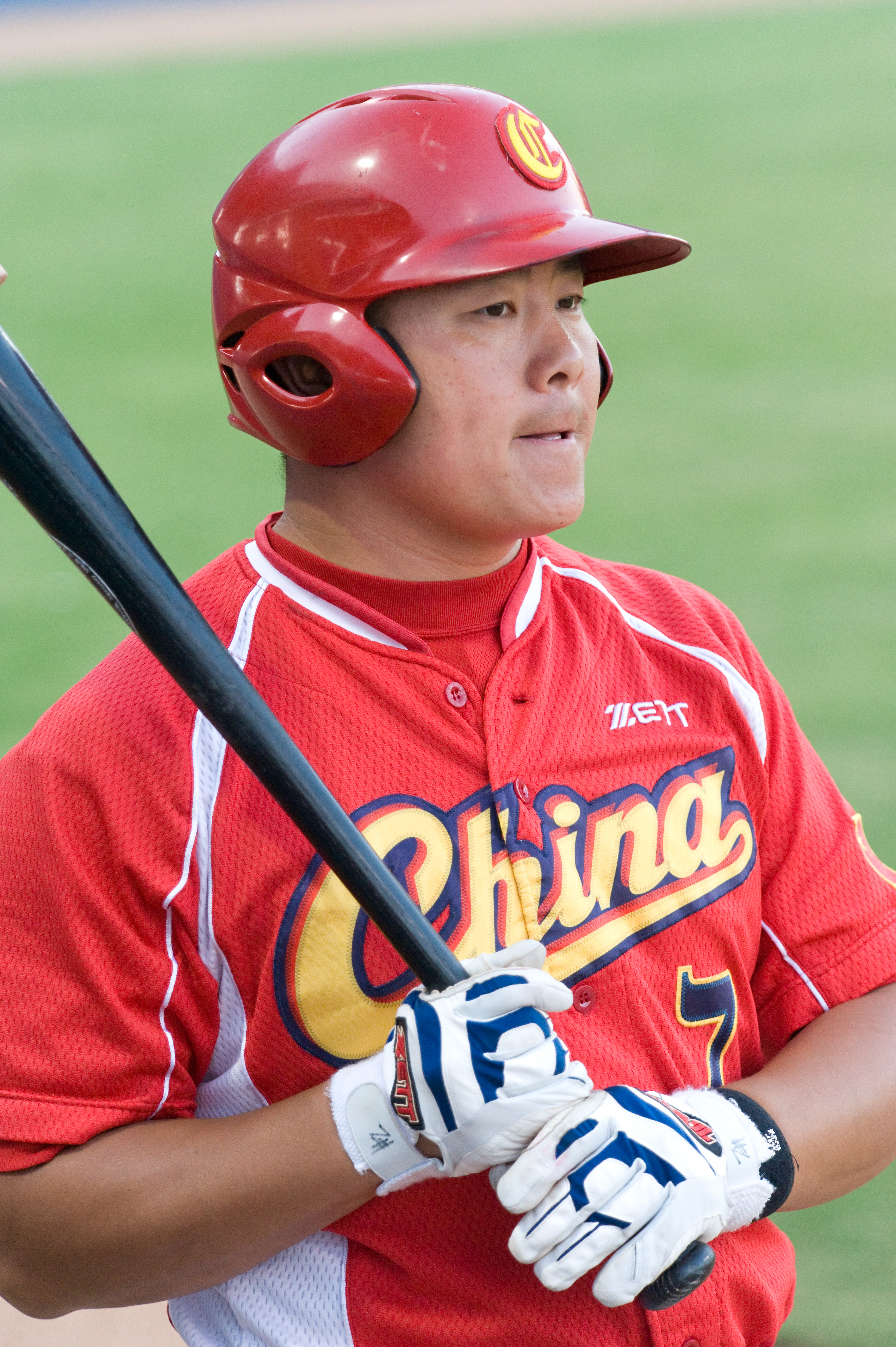
Sun Wei

Sun Wei (chinesisch 孙炜, Pinyin Sūn Wěi; * 11. September 1976 in Peking) ist ein chinesischer Baseballspieler.
Der nur 1,70 Meter große Sun Wei spielt bei den Beijing Tigers in der National League Chinas auf der Position des Third Baseman. Von 2003 bis 2005 sicherte er sich mit seiner Mannschaft den Titel in der National League, 1997 war er mit seiner Mannschaft Gewinner der National Games. Schon 1994 wurde er in die Stadtauswahl Pekings berufen und war ab 1998 Spieler in der Nationalmannschaft. Im April 2003 wurde Sun als Spieler der Woche geehrt, nachdem er im Spiel gegen die Guangdong Cheetahs in acht At-Bats fünf Hits (ein Home Run, vier Singles) und drei RBI hatte. Sun war auf seiner angestammten Feldposition Mitglied der chinesischen Mannschaft bei den Olympischen Spielen 2008 und belegte mit seinem Team Platz acht. Sun schloss eine College-Ausbildung ab, in seiner Freizeit spielt er Bowling und interessiert sich für Kino.